# Kandia Traoré
Pour les articles homonymes, voir Traoré.
Kandia Kaïn Émile Traoré (né le 5 juillet 1980 à Abidjan dans le quartier d'Adjamé) est un footballeur international ivoirien.

## Carrière
Formé au Stella Club d'Adjamé avec Moumouni Dagano, il commence sa carrière en Côte d'Ivoire avec le club du Stade d'Abidjan, puis signe en Tunisie à l'Espérance de Tunis et à l'Étoile du Sahel. Lors de la saison 2003-2004, il est prêté une première fois aux Émirats arabes unis.
En 2005, il est recruté par le club de Ligue 2 du Havre, en France. Il marque 14 buts lors de sa première saison. Son aisance technique et sa combativité font de lui l'un des meilleurs attaquants de ce championnat. Il est aussi un spécialiste de la bicyclette, geste qu'il réalise de nombreuses fois en match[réf. nécessaire]. La saison suivante, il inscrit 18 buts, ce qui lui permet en tête du classement des buteurs, à égalité avec Jean-Michel Lesage.
En juillet 2007, il quitte pourtant la France pour rejoindre les Émirats arabes unis et le Al Nasr Dubaï. Il s'engage pour la saison 2008 avec le Al Wasl Dubaï qu'il quittera avant même le début de la saison pour revenir en France : il profite du mercato hivernal pour signer un contrat de trois ans et demi avec le FC Sochaux, en Ligue 1. 
Cependant l'expérience franc-comtoise n'est que de courte durée, puisqu'après une demi-saison sans buts le joueur est prêté au Racing Club de Strasbourg afin de lui permettre de retrouver confiance. Malgré un début de saison difficile, il termine la saison avec un total de 14 buts mais le club strasbourgeois manque la promotion en première division lors de la dernière journée. 
De retour à Sochaux, il est prêté la saison suivante avec option d'achat au SM Caen, tout juste relégué en Ligue 2 et qui vient de perdre le buteur Steve Savidan. Il débute avec le club normand le 10 août 2009, lors du choc de la première journée contre les favoris du FC Nantes, au cours duquel il dévie un centre de Benjamin Nivet sur Julien Toudic, qui marque le seul but du match. Cependant l'ivoirien pèche dans le dernier geste. Malgré son apport au jeu de l'équipe, il n'inscrit son premier but de la saison que lors de la 10e journée face au Clermont Foot (3-1). Le système de jeu de Frank Dumas à une seule pointe induit une alternance au poste d'attaquant entre lui et Toudic, puis Youssef El-Arabi, alors que Traoré préfère jouer avec un deuxième attaquant à ses côtés. En mars, il inscrit un doublé décisif face à Clermont (2-1), avec notamment une reprise acrobatique dos au but. Si avec sept buts son bilan à la fin de la saison est quelque peu décevant, l'option d'achat est automatiquement levée du fait du retour des Normands en Ligue 1. Titulaire pour sa deuxième saison à la pointe de l'attaque caennaise, il marque son premier but en première division le 30 octobre 2010 face à l'AS Nancy-Lorraine. Appelé à trouver un nouveau club après la saison 2011-2012 il s'entraîne et joue avec le groupe CFA. Le 4 septembre 2012, date de fin du mercato d'été, n'ayant pas trouvé de nouveau club il réintègre le groupe pro pour la saison 2012-2013. Après une saison passée essentiellement en équipe réserve, son contrat n'est pas prolongé.
Après plus d'un an sans avoir joué en club, il signe dans le club hongrois du Budapest Honvéd.

## Statistiques
| Saison                | Club                  | Championnat           | Championnat | Championnat | Coupe nationale | Coupe nationale | Coupe de la Ligue | Coupe de la Ligue | Côte d'Ivoire | Côte d'Ivoire | Total | Total |
| Saison                | Club                  | Division              | M.          | B.          | M.              | B.              | M.                | B.                | M.            | B.            | M.    | B.    |
| 2000 - 2001           | Stade d'Abidjan       | D1                    | -           | -           | -               | -               | -                 | -                 | 4             | 3             | 4     | 3     |
| 2001 - 2002           | Espérance de Tunis    | D1                    | 19          | 13          | -               | -               | -                 | -                 | 5             | 2             | 24    | 15    |
| 2002 - 2003           | Espérance de Tunis    | D1                    | 25          | 18          | -               | -               | -                 | -                 | 1             | 0             | 26    | 18    |
| 2003 - 2004           | Al Ain Club (prêt)    | D1                    | 22          | 15          | -               | -               | -                 | -                 | -             | -             | 22    | 15    |
| 2004 - 2005           | Étoile du Sahel       | D1                    | 19          | 14          | -               | -               | -                 | -                 | 1             | 0             | 20    | 14    |
| 2005 - 2006           | Le Havre AC           | Ligue 2               | 36          | 14          | 2               | 1               | 2                 | 0                 | 2             | 0             | 42    | 15    |
| 2006 - 2007           | Le Havre AC           | Ligue 2               | 37          | 18          | 1               | 0               | 1                 | 0                 | 2             | 0             | 41    | 18    |
| 2007                  | Al Nasr Dubaï         | D1                    |             |             | -               | -               | -                 | -                 | -             | -             | 0     | 0     |
| janvier 2008 - 2008   | FC Sochaux            | Ligue 1               | 13          | 0           | 2               | 1               | -                 | -                 | 6             | 1             | 21    | 2     |
| août 2008             | FC Sochaux            | Ligue 1               | 2           | 0           | -               | -               | -                 | -                 | -             | -             | 2     | 0     |
| août 2008 - 2009      | RC Strasbourg (prêt)  | Ligue 2               | 31          | 11          | 2               | 1               | 1                 | 0                 | -             | -             | 34    | 12    |
| 2009 - 2010           | SM Caen (prêt)        | Ligue 2               | 29          | 7           | -               | -               | 1                 | 0                 | -             | -             | 30    | 7     |
| 2010 - 2011           | SM Caen               | Ligue 1               | 38          | 6           | 1               | 0               | 1                 | 1                 | -             | -             | 40    | 7     |
| 2011 - 2012           | SM Caen               | Ligue 1               | 33          | 2           | 1               | 0               | 2                 | 1                 | -             | -             | 36    | 3     |
| 2012 - 2013           | SM Caen               | Ligue 2               | 7           | 0           | 2               | 2               | 1                 | 0                 | -             | -             | 10    | 2     |
| Total sur la carrière | Total sur la carrière | Total sur la carrière | 311         | 118         | 11              | 5               | 9                 | 2                 | 21            | 6             | 352   | 131   |

## Palmarès
- Champion de France de Ligue 2 : 2010 (SM Caen)
- Vainqueur du Championnat de Tunisie de football en 2002 avec l'Espérance sportive de Tunis.
- Meilleur buteur de Championnat de Tunisie de football en 2001-2002 avec 13 buts.
- Co-meilleur buteur de Ligue 2 en 2006-2007 avec 18 buts avec Jean-Michel Lesage.